# Hudson Austin
Hudson Austin (26. dubna 1938 – 24. září 2022) byl generál Lidové revoluční armády Grenady. Po zabití Maurice Bishopa vytvořil vojenskou vládu, jejímž byl předsedou.

## Mládí a politická kariéra
Hudson Austin byl členem hnutí New Jewel Movement v Grenadě. Byl jedním z prvních členů vojenského křídla strany a absolvoval vojenský výcvik v Guyaně, Trinidadu a Tobagu spolu s jedenácti dalšími Grenaďany, někdy označovanými jako "dvanáct apoštolů". Austin byl v této skupině jedinečný, protože také absolvoval výcvik v Sovětském svazu. Podílel se na revoluci v roce 1979, která založila lidovou revoluční vládu s Mauricem Bishopem v čele. Po revoluci měl Austin na starosti vojenské síly Grenady.

## Státní převrat v roce 1983
V říjnu 1983 se ve vládě zintenzivnily frakční politické problémy, zejména Bishopovo údajné upřednostňování sblížení s USA, které se střetlo s přáním Austina o přidružení k Sovětskému svazu. Tyto konflikty vedly místopředsedu vlády Bernarda Coarda k tomu, aby Maurice Bishopa uvrhl do domácího vězení a převzal kontrolu nad vládou. Austin akci podpořil. Konflikty mezi Austinem a Bishopem vznikly v roce 1979 během převratu, kdy Austin chtěl odstranit co nejvíce členů opozice, což bylo v rozporu s Bishopovým přáním nekrvavého převratu. Proti zadržení Bishopa poté vypukly lidové demonstrace. Během jedné demonstrace byl Bishop propuštěn z domácího vězení. Bishop byl nakonec popraven. Během celého konfliktu Jurij Andropov pokračoval v poskytování zbraní Grenadě a neudělal nic, aby pomohl Bishopovi. Bylo zjištěno, že Austin a Coard byli přinejmenším pasivně podporováni Sovětským svazem v jejich boji proti Bishopovi.

## Předseda Revoluční vojenské rady
Po popravě Bishopa Austin rozpustil stávající vládu a vytvořil vojenskou radu, ve které byl předseda, která měla vládnout, „dokud nebude obnovena normalita“. Učinil rozhlasové oznámení, ve kterém tvrdil, že Bishop vedl dav k obsazení Fort Rupert, velitelství ozbrojených sil, s úmyslem eliminovat vedení NJM a armádu. „V důsledku toho,“ řekl Austin, „byly revoluční ozbrojené síly nuceny zaútočit na pevnost a v tomto procesu byly zabity následující osoby: Maurice Bishop, Unison Whiteman, Keith Hayling, Vincent Noel, Jacqueline Creft, Norris Bain a Fitzroy Bain.“ Poté vyhlásil čtyřdenní úplný zákaz vycházení a varoval lidi: „Nikdo nesmí opustit svůj dům. Každý, kdo poruší zákaz vycházení, bude zastřelen na potkání.“

## Invaze na Grenadu
Vojenská vláda trvala šest dní, dokud Spojené státy 25. října 1983 nenapadly Grenadu. Austin byl zatčen, spolu se všemi členy vlády a armády, kteří se údajně buď podíleli na rozhodnutí zabít Bishopa, nebo byli v armádním řetězci velení, který vykonával rozkazy. V roce 1986 byl spolu s Coardem a dalšími vůdci převratu odsouzen k trestu smrti, ale v roce 1991 jim byl trest změněn na doživotí.

## Po roce 1991
V roce 2007 se sice snažil o propuštění z vězení, ale nepokusil se popřít svou odpovědnost za to, co se stalo v roce 1983. V žalobě bylo řečeno, že „chápe potřebu uspokojit žalobu za ztrátu a utrpení a trauma grenadského lidu“.
Austin byl propuštěn z vězení 18. prosince 2008 spolu s Colvillem McBarnettem a Johnem Ventourem. Zemřel v roce 2022.